# Psammisia debilis
Psammisia debilis är en ljungväxtart som beskrevs av Herman Otto Sleumer. Psammisia debilis ingår i släktet Psammisia och familjen ljungväxter. Utöver nominatformen finns också underarten P. d. ecuadorensis.